# Hermann-Josef Pelgrim
Hermann-Josef Pelgrim (* 15. Oktober 1959 in Bocholt) ist ein deutscher Kommunalpolitiker (SPD). Von 1997 bis 2021 war er Oberbürgermeister Schwäbisch Halls, der Kreisstadt des Landkreises Schwäbisch Hall im Nordosten Baden-Württembergs.

## Werdegang
Nach dem Besuch der Realschule und einer Ausbildung zum Spediteur studierte Pelgrim an der Universität Paderborn und in den USA Wirtschaftswissenschaften. Anschließend arbeitete er mehrere Jahre für die Friedrich-Ebert-Stiftung in Südamerika und die Gewerkschaft ÖTV in Stuttgart. Seit 1993 war er im Auftrag des Wirtschaftsministeriums Baden-Württemberg zur Europäischen Union in Brüssel abgeordnet.
Aus der Schwäbisch Haller Oberbürgermeisterwahl am 15. Dezember 1996, bei der der Nachfolger des langjährigen Oberbürgermeisters Karl-Friedrich Binder gewählt wurde, ging der Kandidat Kurt Leibbrandt aus Bietigheim-Bissingen als Sieger hervor. Aufgrund einer Wahlanfechtung, deren nervlicher Belastung er sich nicht aussetzen wollte, trat Leibbrandt noch vor Amtsantritt zurück, und eine erneute Wahl am 13. April 1997 wurde erforderlich, bei der Pelgrim kandidierte. Die Wahl erbrachte keine absolute Mehrheit für einen der Kandidaten; die höchsten Stimmenzahlen hatten Pelgrim und zwei Kandidaten der CDU erzielt. Im zweiten Wahlgang am 27. April 1997 traten alle drei wieder an, und Pelgrim gewann die Wahl mit 39 % der Stimmen bei einer Wahlbeteiligung von 56 %. Damit war Pelgrim zum ersten SPD-Oberbürgermeister Schwäbisch Halls gewählt.
Aufgrund von Wahlanfechtungen war er ab dem 1. Juni 1997 zunächst als Amtsverweser tätig; am 12. Juni 1998 wurde er in sein Amt eingesetzt. Bei der Wahl am 6. März 2005 trat er als einziger Kandidat an und wurde mit 93,2 % der Stimmen bei einer niedrigen Wahlbeteiligung von 22,3 % in seinem Amt bestätigt. Am 10. März 2013 wurde er bei einer Wahlbeteiligung von 34,4 % mit insgesamt 79,2 % der Stimmen für eine dritte Amtszeit wiedergewählt.
Zu den markanten Ereignissen in Pelgrims Amtszeit zählen die Finanzkrise der Stadt Schwäbisch Hall ab dem Jahr 2002 wegen des Ausbleibens von Gewerbesteuerzahlungen der Bausparkasse Schwäbisch Hall als wichtigstem Gewerbesteuerzahler, die Übergabe eines neuen Gebäudes der Justizvollzugsanstalt Schwäbisch Hall im Jahr 1998, die Einweihung der Kunsthalle Würth im Jahr 2001 und die der Schwäbisch Haller Moschee im Jahr 2004. Außerdem das Gewerbeprojekt 'Kocherquartier', dessen Gebäudekomplex 2011 eröffnet worden ist sowie die Unterstützung des Baus einer Westumgehung, die zum Teil auf Schwäbisch Haller Gemarkung verläuft und die Innenstadt verkehrlich entlastet. Bei beiden Projekten setzte sich Pelgrim als Verfechter einer urbanen Modernität ein, um nach seinem Dafürhalten die regionale Bedeutung der Stadt zu stärken und zukunftsfähig zu machen. Im Jahr 2019 wurde in seiner Amtszeit das Neue Globe Theater auf dem Unterwöhrd eröffnet.
In der Zeit von 2005 bis 2019 war Pelgrim baden-württembergischer Landesvorsitzender der Sozialdemokratischen Gemeinschaft für Kommunalpolitik, dem Zusammenschluss der Kommunalpolitiker in der SPD.
Bei der Landtagswahl in Baden-Württemberg 2011 trat Pelgrim als SPD-Kandidat im Landtagswahlkreis Hohenlohe an. Im Fall eines Einzugs in den Landtag von Baden-Württemberg wollte er zugleich Oberbürgermeister Schwäbisch Halls bleiben. Er wurde trotz Stimmengewinnen der SPD in seinem Wahlkreis nicht in den Landtag gewählt.
Im Juli 2020 wurde ein Strafbefehl wegen Untreue und Vorteilsnahme gegen ihn erteilt. Im September 2020 wurde das Verfahren gegen eine Geldauflage in Höhe von 15.000 € eingestellt.
Zur Oberbürgermeisterwahl 2021 trat er nicht mehr an.  Im Rahmen seiner Verabschiedung wurde Pelgrim mit der Goldenen Rathausmedaille der Stadt Schwäbisch Hall ausgezeichnet, als Zeichen der Wertschätzung und der Anerkennung seiner großen Verdienste um die Stadt. Ende September 2021 schied er aus dem Amt aus. Ihm folgte Daniel Bullinger nach.
Seit November 2021 leitet Pelgrim als Geschäftsführer die Aufbau- und Entwicklungsgesellschaft Bad Neuenahr-Ahrweiler mbH, deren Aufgabe der Wiederaufbau der Kreisstadt nach der Flutkatastrophe vom Juli 2021 im Ahrtal ist.